# John Zachary Young
John Zachary Young FRS (Bristol, 18 de março de 1907 — Oxford, 4 de julho de 1997) foi um zoólogo e neurofisiologista inglês.

## Carreira
De 1933 a 1945, Young foi professor de anatomia na Universidade de Oxford, interrompido por uma estada de pesquisa em 1936 em Chicago, St. Louis e no Laboratório de Biologia Marinha em Woods Hole, Massachusetts. Durante a Segunda Guerra Mundial, Young trabalhou (entre outros com Ludwig Guttmann e mais tarde vencedor do Prêmio Nobel Peter Brian Medawar) em lesões no sistema nervoso. Em 1945, Young se tornou o primeiro zoólogo no Reino Unido a receber uma cátedra de anatomia de uma escola de medicina da Universidade de Londres. Mesmo depois de sua aposentadoria. Em 1974, ele permaneceu cientificamente ativo.
John Z. Young fez estudos seminais sobre o sistema nervoso dos invertebrados. Ele descobriu o axônio gigante da lula e é considerado o pioneiro da pesquisa neurobiológica do polvo, na qual estudou a rádula, estatocistos, músculos oculares, visão e memória. Young publicou livros especializados em biologia e zoologia, mas também sobre o cérebro e a mente.

## Publicações
- The Life of Vertebrates. 1ª ed. 767 pp 1950 (corrigido 1952 repr.); 2ª edição 820 pp 1962; 3ª edição 645 pp 1981
- Doubt and Certainty in Science, 1950 BBC Reith Lectures.
- Doubt and Certainty in Science, 1951
- The Life of Mammals. 1ª edição 820 pp 1957; 2ª edição 528 pp 1975
- A Model of the Brain, 1964
- The Memory System of the Brain, 1966
- An Introduction to the Study of Man, 1971
- The Anatomy of the Nervous System of Octopus vulgaris, 1971
- Programs of the Brain, 1978 (1975-77 Gifford Lectures, online)
- Philosophy and the Brain, 1987
- Muitos artigos científicos, principalmente sobre o sistema nervoso.
- The Brains and Lives of Cephalopods, de Marion Nixon e do falecido John Z. Young, 2003, reimpresso em 2011